# 朝阳湾镇
朝阳湾镇是中华人民共和国河北省承德市围场满族蒙古族自治县下辖的一个行政建制镇。

## 行政区划
朝阳湾镇下辖以下地区：
朝阳湾村、孤山村、黄家营村、油坊村、三号村、苇子沟村、边墙村、大局子村、金矿村、小拨村和五间房村。